# Distretto di Phan
Il distretto di Phan (in thailandese: พาน) è un distretto (amphoe) della Thailandia, situato nella provincia di Chiang Rai.